# 三維空間的旋轉表述
在幾何學中，三維空間中的旋轉具有多種表述，其將旋轉作為一種數學轉換處理。在物理學中，此概念被應用到古典力學，其中轉動運動學或角運動學為對旋轉運動的量化科學。一物體在某瞬間的定向透過同種工具描述。
根據歐拉旋轉定理，剛體（或有固定原點的三維座標系）的任意旋轉可透過對一些軸做幾次簡單旋轉來表述。這樣的旋轉最小有三個實參數來唯一描述。然而，因為各種不同的因素，實際上有數種表示法；其中不少表示法用了超過三個參數來描述，儘管自由度仍只有三個。
旋轉表示的一個例子為電腦視覺。在這例子中，自動化觀察者需要追蹤目標。考慮一剛體，其有三個正交單位向量固定在其主體上（代表該物體自身卡氏座標的三個軸）。其中基礎問題為如何訂出三個單位向量的定向，因此相對於觀察者座標系，剛體被認為是參考的空間定位。